# Tadamasa Gotō
Tadamasa Gotō (後藤 忠政, Gotō Tadamasa) est un ancien yakuza né le 16 septembre 1942. Il a fondé et dirigé le Gotō-gumi, une branche basée à Fujinomiya de la plus grande organisation criminelle japonaise, le Yamaguchi-gumi.

## Biographie
Tadamasa Gotō est né le 16 septembre 1942 dans le quartier de Shinagawa à Tokyo. Tadamasa Gotō a été élevé dans la pauvreté par sa grand-mère après la mort de sa mère. Il entame sa carrière de yakuza en 1972 à l'âge de 30 ans lorsqu'il rejoint une des filiales du Yamaguchi-gumi à Fujinomiya.
En 1985, il fonde son propre groupe de yakuzas, le Gotō-gumi, affilié au Yamaguchi-gumi et basé Fujinomiya. Il accède à la direction du 4e Yamaguchi-gumi (1984-1985) à Kobe, et y restera jusqu'à son éviction en 2008.
Tadamasa Gotō a publié en mai 2010 son autobiographie, Habakarinagara, vendue à plus de 225 000 exemplaires et numéro 1 des ventes au Japon début 2011.
Tadamasa Gotō a fait l'objet d'une grande enquête du journaliste d'investigation américain Jake Adelstein. Jake Adelstein a démontré comment Tadamasa Gotō avait passé un accord avec le FBI en livrant l'identité de plusieurs parrains de la mafia japonaise pour pouvoir entrer illégalement sur le territoire américain et se faire opérer du foie à l'hôpital universitaire de UCLA (Los Angeles). Il a également corrompu des médecins de cet hôpital grâce à de l'argent blanchi dans plusieurs casinos de Las Vegas. Le journaliste relate cette enquête dans le livre Tokyo Vice, paru en février 2016 aux Éditions Marchialy. Cette enquête a valu à Jake Adelstein d'être menacé de mort et placé sous protection policière.